# Jean Baggioni
Jean Baggioni (Tox, 1939), és un mestre i polític cors, militant de la (UMP) de Còrsega, alcalde de Ville-di-Pietrabugno (Alta Còrsega), i antic president del consell executiu de l'Assemblea de Còrsega (1992-2004), així com antic eurodiputat.
| Precedit per: nou càrrec | President del Consell executiu de Còrsega 1992 - 2004 | Succeït per: Ange Santini |